# Barnett Rosenberg
Barnett Rosenberg (16 novembre 1926 – 8 août 2009) est un chimiste américain surtout connu pour la découverte du Cisplatine, un médicament anticancéreux.

## Biographie
Rosenberg est diplômé du Brooklyn College en 1948 et obtient son doctorat en physique à l'Université de New York (NYU) en 1956. Il rejoint la Michigan State University en tant que professeur de biophysique en 1961 et y travaille jusqu'en 1997.
En 1965, Rosenberg et ses collègues démontrent que certains composés contenant du platine inhibent la division cellulaire puis en 1969 montrent qu'ils guérissent les tumeurs solides. Le médicament de chimiothérapie qui résulte finalement de ces travaux, le cisplatine, obtient l'approbation de la Food and Drug Administration (FDA) des États-Unis en 1978 et devient un médicament anticancéreux largement utilisé. La découverte initiale est assez fortuite. Rosenberg étudiait les effets d'un champ électrique sur la croissance des bactéries. Il remarque que les bactéries cessent de se diviser lorsqu'elles sont placées dans un champ électrique et attribue finalement la cause de ce phénomène à l'électrode de platine qu'il utilisait.
Il reçoit le Chemical Pioneer Award de l'American Institute of Chemists en 1979, le prix Charles F. Kettering en 1984 et le prix Harvey en 1984.